# NGC 1427
NGC 1427 (други обозначения – ESO 358 – 52, MCG -6-9-21, FCC 276, PGC 13609) е елиптична галактика (E) в съзвездието Пещ.
Обектът присъства в оригиналната редакция на „Нов общ каталог“.
Галактиката е част от галактическия куп Пещ.